# AKSM-743
AKSM-743 je běloruská prototypová tříčlánková nízkopodlažní tramvaj vyrobená společností Belkommunmaš v roce 2002.

## Konstrukce
Jedná se o jednosměrný šestinápravový motorový částečně nízkopodlažní tramvajový vůz skládající se ze tří článků, které jsou navzájem spojeny kloubem a krycím měchem. V pravé bočnici se nachází šest předsuvných dveří (v krajních článcích dvoje dvoukřídlé a jedny jednokřídlé). Oba krajní podvozky jsou vybaveny dvěma trakčními motory, z nichž každý pohání jednu nápravu (celkem tedy čtyři hnací nápravy), střední podvozek je běžný (bezmotorový). Elektrický proud je z trolejového vedení odebírán pantografem umístěným na střeše předního článku. Sedačky pro cestující jsou po celém voze rozmístěny systémem 2+2.

## Dodávky
| Současný stát | Město | Článek | Typ | Roky dodávek | Počet vozů | Evidenční čísla při dodání | Zdroj |
| ------------- | ----- | ------ | --- | ------------ | ---------- | -------------------------- | ----- |
| Bělorusko     | Minsk | článek | 743 | 2002         | 1          | 031                        | [ 2 ] |